# 1884 في ألمانيا
فيما يلي قوائم الأحداث التي وقعت خلال عام 1884 في ألمانيا.

## كتب
من الكتب التي صدرت هذه السنة في ألمانيا:
- 1 يناير – أصل العائلة والملكية الخاصة والدولة من تأليف فريدريك إنجلز.

## مواليد

### يناير
- 2 يناير – هربرت كراوس
- 31 يناير – تيودور هويس الرئيس الأول لجمهورية ألمانيا الاتحادية (1949-1959).

### مارس
- 15 مارس – ويلي ليمان جاسوس ألماني.
- 23 مارس – روبرت ثيلين مهندس طيران ألماني.
- 26 مارس – فيلهلم باكهاوس

### أبريل
- 12 أبريل – أوتو مايرهوف

### مايو
- 14 مايو – كلود دورنير

### يونيو
- 13 يونيو – آنتون دريكسلر سياسي ألماني.
- 20 يونيو – يوهانس هينريش شولتز
- 23 يونيو – هاينريش فاسبندر فيزيائي ألماني.
- 30 يونيو – فرانز هالدر

### يوليو
- 7 يوليو – ليون فويشتفانغر كاتب ألماني.

### أغسطس
- 20 أغسطس – رودولف بولتمان

### سبتمبر
- 17 سبتمبر – آدا فون فوس كاتبة ألمانية.

### أكتوبر
- 8 أكتوبر – فالتر فون رايخيناو ضابط ألماني.
- 11 أكتوبر - فريدريش بيرغيوس، كيميائي ألماني.

## وفيات

### يناير
- 17 يناير – هيرمان شليغل (مواليد 1804)

### فبراير
- 4 فبراير – جورج إنغلمان (مواليد 1809)
- 7 فبراير – يوهان فريدريش يوليوس شميدت (مواليد 1825)

### أبريل
- 6 أبريل – إيمانويل جايبل (مواليد 1815) شاعر ألماني.

### يونيو
- 19 يونيو – أدريان لودوغ ريتشر (مواليد 1803)
- 28 يونيو – زنكر (مواليد 1811)

### يوليو
- 7 فبراير – يوهان فريدريش يوليوس شميدت (مواليد 1825)

### أغسطس
- 13 أغسطس – أرنولد فورستر (مواليد 1810)

### نوفمبر
- 25 نوفمبر – هيرمان كولبه (مواليد 1818) كيميائي ألماني.

### ديسمبر
- 10 ديسمبر – إدوارد روبيل (مواليد 1794)